# نیاز نواب
نیاز نواب خواننده، نوازنده و آهنگساز زن ایرانی است.

## زندگی
نیاز نواب از هشت سالگی آموزش موسیقی را با فراگیری پیانو آغاز کرد. او در سن ده سالگی به هنرستان موسیقی تهران راه یافت و گروه داوران هنرستان، ساز ویلن را برای وی انتخاب نمودند. او دیپلم هنرستان موسیقی را با ساز تخصصی ویلن دریافت کرد. او همچنین به آموزش سلفژ و پیانو برای کودکان مشغول است.

## آثار هنری
نیاز نواب فعالیت خود را ابتدا با پروژه‌های اشعار حافظ و احمد شاملو آغاز کرد. نیاز نواب با هنرمندان دیگری از جمله شاهرخ مشکین قلم، علی عظیمی و اروین خاچیکیان و... همکاری کرده‌است.